# فريدة بورقية
فريدة بورقية (مواليد 23 يناير 1948) هي مخرجة أفلام مغربية، لها عدة أعمال في مجال السينما والدراما التلفزيونية المغربية.

## مسيرتها
فريدة بورقية من مواليد مدينة الدار البيضاء (درب السلطان، كاريان كلوطي) يوم 23 يناير 1948، بعد الدراسة الابتدائية بمسقط رأسها أرسلها والدها (وكان مناضلا في صفوف الحركة الوطنية المناهضة للاستعمار الفرنسي) وعمرها لا يتجاوز 13 ربيعا إلى الاتحاد السوفياتي (سابقا) لاستكمال دراستها الثانوية بمدرسة داخلية بضواحي موسكو خاصة بأبناء اللاجئين السياسيين من جنسيات مختلفة، فانكبّت أولا على دراسة اللغة الروسية، وبعد ذلك أنهت دراستها بالحصول على شهادة البكالوريا العلمية، الشيء الذي أهلها للالتحاق بجامعة باتريس لومومبا (شعبة الكيمياء). إلا أن احتكاكها في الحي الجامعي، وهي طالبة في السنة الأولى، بطلبة أجانب ومشارقة على وجه الخصوص (من مصر ولبنان) يتابعون دراستهم في فنون الرقص والموسيقى والباليه والفوتوغرافيا والمسرح والسينما شكل انعطافة أساسية في مسارها التعليمي ومستقبلها المهني، إذ توطدت العلاقات بينها وبينهم وشعرت بقربهم الثقافي منها وأدمنت على مرافقتهم لمشاهدة الأفلام والعروض المسرحية وغيرها من العروض الفنية. وبعد سنة بيضاء التحقت بمعهد الفن الدرامي بموسكو (معهد لوناتشارسكي) لدراسة فن التشخيص أولا ثم الإخراج ثانيا (من 1968 إلى 1973)، وتخرجت من هذا المعهد بدبلوم في الإخراج الدرامي (ماجستير في الفنون والإخراج المسرحي).
عادت فريدة إلى المغرب سنة 1973، واشتغلت مدرسة للفن الدرامي بالمعهد البلدي للدار البيضاء سنة 1974، وفي إطار الخدمة المدنية داخل مؤسسة «الإذاعة والتلفزة المغربية» بالرباط أولا ثم باستوديوهات عين الشق بالدار البيضاء ثانيا، تعرفت على عبد القادر لقطع والأخوين مصطفى وعبد الكريم الدرقاوي العائدون من بولونيا بعد مرحلة التكوين السينمائي، وتم تعيينها بعد انقضاء فترة الخدمة المدنية مخرجة موظفة بالتلفزة المغربية.
أخرجت بورقية منذ التحاقها بالتلفزة المغربية في منتصف السبعينات من القرن العشرين مجموعة من برامج الأطفال والأفلام الوثائقية ذات الطابع السوسيوثقافي (أفلام وثائقية عن المرأة المغربية بمناسبة السنة الدولية للمرأة وبرنامجي «سباق المدن» و«رسامو الشمال» كنماذج) والأعمال الدرامية (مسلسلات وأفلام بشكل خاص)، كما قامت بتغطية العديد من التظاهرات.
ولعل أول فيلم تلفزيوني أخرجته رفقة العيادي الخرازي كان عنوانه «المنزل المطلوب»، وبعده أخرجت ما يقارب خمسة عشر فيلما من بينهم «دوار الشوك» و«الحي الخلفي» و«صدفة الخاتم» و«بنات رحمة» و«القرصان الأبيض» و«بابا تكونكتا». وما يفوق عشرين مسلسلا من بينهم «خمسة وخميس» و«جنب البير» و«الدار الكبيرة» و«حوت البر» و«عز الخيل مرابطها» و«أولاد الناس» و«جنان الكرمة» و«دواير الزمان» و«المجدوب».
أما أول فيلم سينمائي من إخراجها فقد كتب قصته الفنان محمود ميكري بعنوان "الجمرة" (1982)، وقام ببطولته الكوميديان مصطفى الداسوكين ومصطفى الزعري وآخرون، وبعده أخرجت فيلم "طريق العيلات" (2007) من بطولة منى فتو وعائشة ماهماه، و"زينب زهرة أغمات (2013) من بطولة فاطم العياشي إلى جانب محمد خيي وعبد السلام بوحسيني وفريد الركراكي ومحمد مجد وآخرين. 
كما صوّرت فيلمين وثائقيين: الأول بعنوان «إيناس، إيناس» (2015) حول الفنان الراحل محمد رويشة، والثاني بعنوان «عودة عزيزة» (2016) حول جانب من قضية الصحراء المغربية.

## روابط خارجية
- فريدة بورقية على موقع IMDb (الإنجليزية)